# Phymeurus bigranosus
Phymeurus bigranosus är en insektsart som först beskrevs av Boris Petrovich Uvarov 1922.  Phymeurus bigranosus ingår i släktet Phymeurus och familjen gräshoppor. Inga underarter finns listade i Catalogue of Life.